# غايل رانكين
غايل رانكين (بالإنجليزية: Gayle Rankin)‏ هي ممثلة بريطانية، ولدت في 1 سبتمبر 1989 في بيزلي في المملكة المتحدة.

## أعمال

### أفلام
- أعظم رجل استعراض[4]

## وصلات خارجية
- غايل رانكين على موقع IMDb (الإنجليزية)
- غايل رانكين على موقع قاعدة بيانات برودواي على الإنترنت (الإنجليزية)
- غايل رانكين على موقع قاعدة بيانات الفيلم (الإنجليزية)